# Egidius (Harry Potter)
Egidius is een uil in de zevendelige boekenserie Harry Potter van schrijfster J.K. Rowling. Egidius is de postuil van de familie Wemel. Hij is nogal oud, en daardoor is hij niet meer zo betrouwbaar in de uitvoering van zijn werk. Zo kan hij geen lange afstanden meer afleggen en stort hij ook wel eens neer tijdens het afleveren van zijn brieven.